# Burgbühne Stromberg

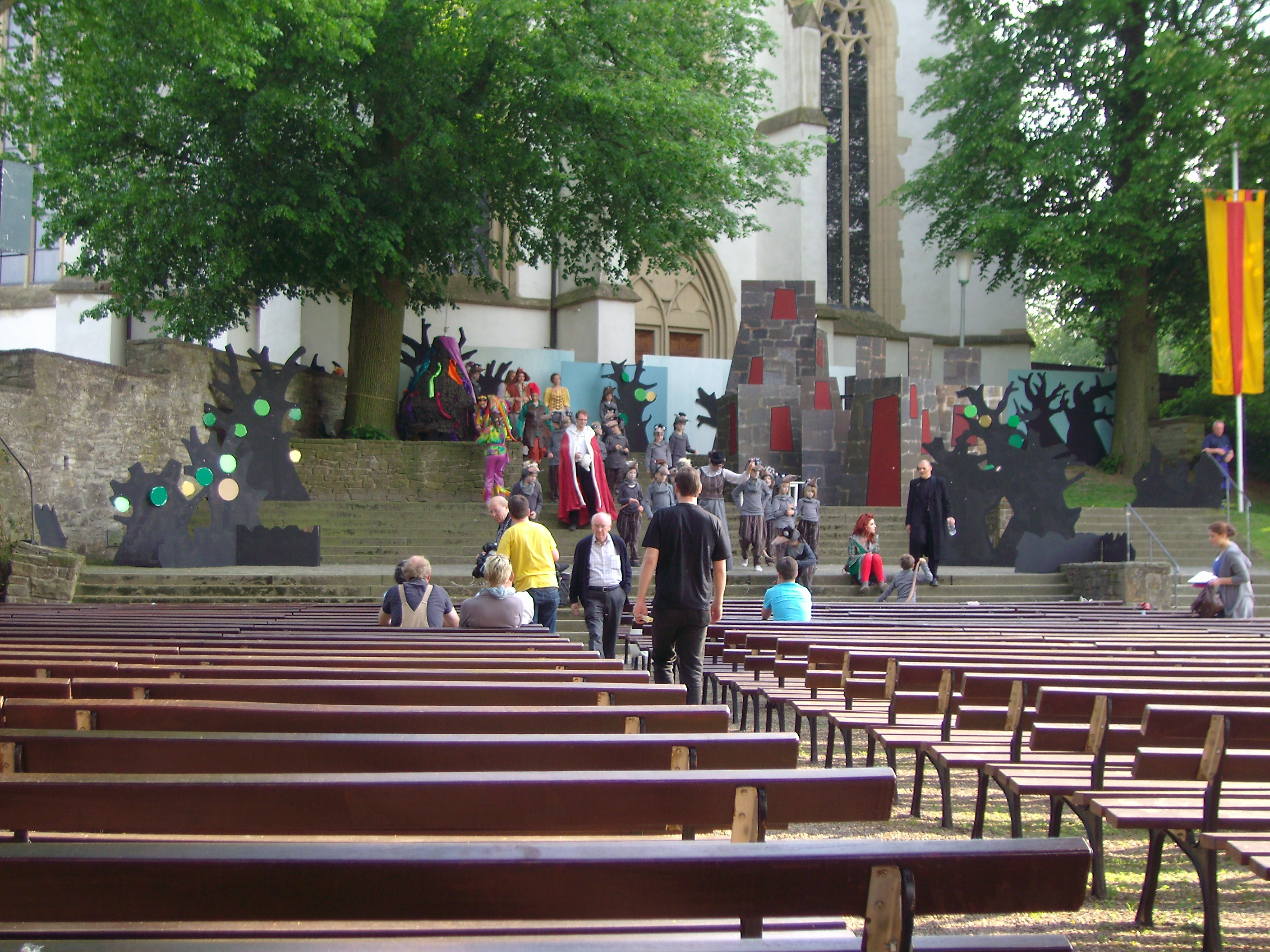
Die Burgbühne in Stromberg bei den Proben zum gestiefelten Kater

Die Burgbühne ist eine Freilichtbühne in Stromberg im Kreis Warendorf in Nordrhein-Westfalen, welche ein  Gründungsmitglied des Verbands Deutscher Freilichtbühnen ist. Als Spielstätte dienen ihr die Stufen der Wallfahrtskirche Heilig Kreuz. Davor finden 691 Zuschauer Platz.

## Geschichte
1925 schlugen Theaterleute dem Oelder Amtsbürgermeister Hermann Johenning die Nutzung des Stromberger Burgplatzes als Freilichtbühne vor. Mit dem Stück Jedermann von Hugo von Hofmannsthal traf man auf gute Resonanz und es entwickelte sich mit der Burgbühne Stromberg ein Amateurtheater, das bis heute besteht. Die Bühne wird in den Sommermonaten bespielt, meist mit einem Kinderstück und einer anspruchsvollen Inszenierung für Erwachsene. Seit 2011 findet zusätzlich ein, zumeist humoristisches, Winterstück im Januar und Februar, im Saal des Kulturguts Haus Nottbeck statt.